# 舍伍德·安德森
舍伍德·安德森（Sherwood Anderson，1876年9月13日—1941年3月8日），美国小说家。他的代表作是短篇小说集《俄亥俄州的温士堡镇》（又译《小城畸人》）。欧内斯特·海明威、威廉·福克纳、约翰·斯坦贝克、杰罗姆·大卫·塞林格以及阿摩斯·奥兹等作家都受到他的影响。

## 作品
舍伍德·安德森的第一部小说《饶舌的麦克佛逊的儿子》在1916年发表，三年之后，他发表了他第二部主要作品《前进的人》。他是以1919年发表的《俄亥俄州的温士堡镇》小说集成名的，这部小说集由互相关联的短篇组成。安德森自己认为《俄亥俄州的温士堡镇》中的第一篇小说《手》是他写的第一篇“真正”的小说。
1920年，他发表了《穷白人》。 1923年，他发表了《多种婚姻》，作者在之后的小说裡也贯彻了这部小说裡的主题。有一些人对这部小说提出异议，但大部分評論家对其持正面评价。比如菲茨杰拉德认为《多种婚姻》是安德森最好的一部小说。
1924年之后，安德森搬到了朋塔巴大厅住，他加入了在新奥尔良的杰克逊广场的文人圈子。在那里，他和他的妻子碰到了威廉·福克纳，卡尔·桑德堡，埃德蒙德·威尔逊等文学名人。1925，他根据他在新奥尔良的经历写了《阴沉的笑》，但海明威在《春潮（The Torrents of Spring）》裡批评了这部小说。